# Касма (дегестан)
Касма (перс. کسما) — дегестан в Ірані, в Центральному бахші, в шагрестані Совмее-Сара остану Ґілян. За даними перепису 2006 року, його населення становило 16062 особи, які проживали у складі 4557 сімей.

## Населені пункти
До складу дегестану входять такі населені пункти:
- Азґам
- Арабан
- Вакее-Дешт
- Ґіяку
- Дагандег
- Джір-Ґураб
- Джір-Махале-Касма
- Дуґур
- Есламабад
- Ешпалам
- Заафан
- Заркам
- Каздег
- Кама
- Касаб-Сара
- Касма
- Когне-Сар
- Кольсар
- Ладмох
- Міянде
- Нофут
- Паске
- Пішхан
- Пустін-Сара
- Расте-Кенар
- Санґ-Джуб
- Сейкалан
- Фашхам
- Хаібан
- Хакіян
- Хараф-Кам
- Чене-Сар
- Чомескаль
- Чубе
- Шале-Пас
- Шарам